# Tubo de Pitot

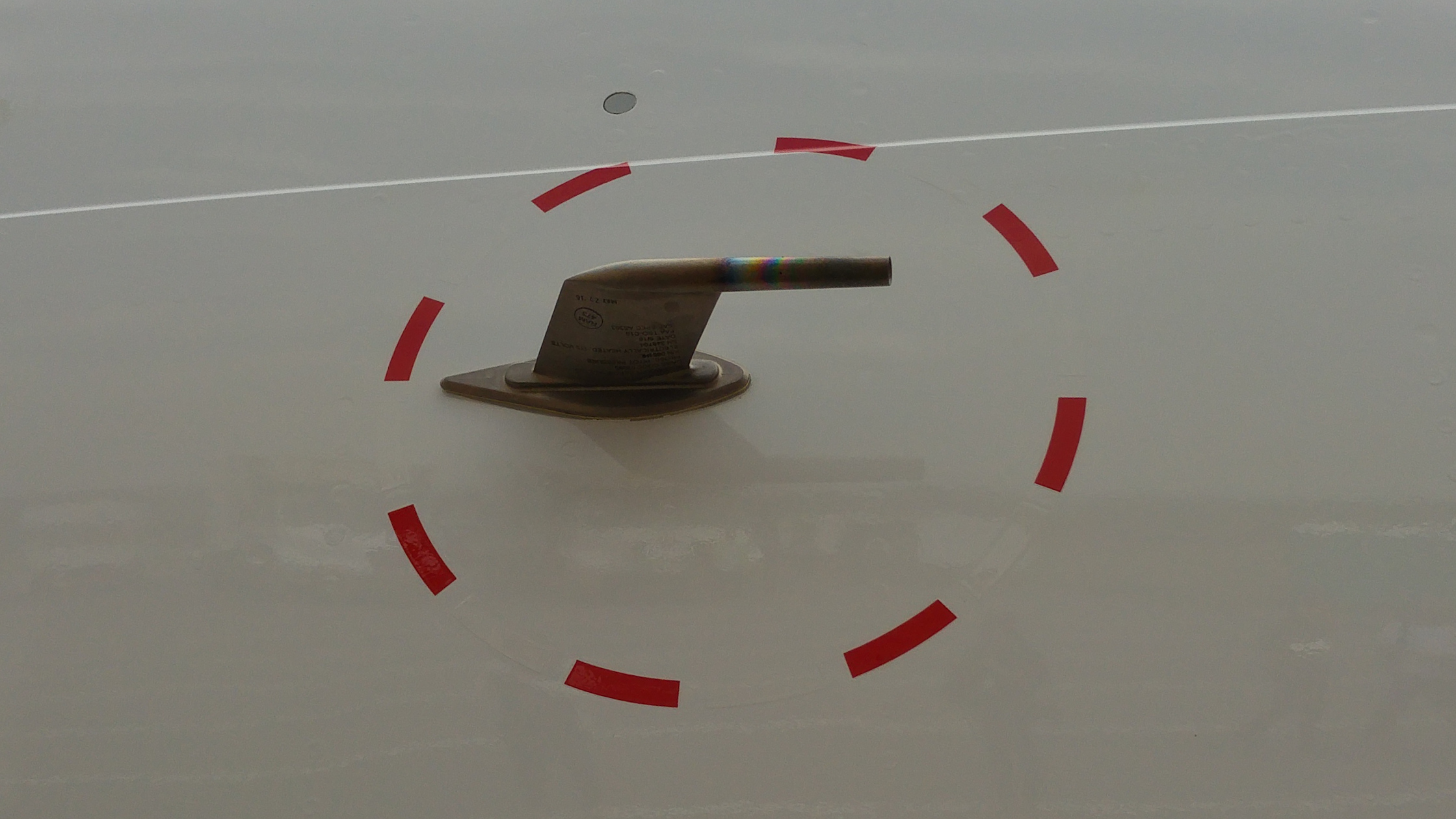
Tubo de pitot de um A320neo

Tubo de Pitot — ou tubo pitot — é um instrumento de medição de velocidade muito utilizado para medir a velocidade de fluidos segundo modelos físicos simulados em laboratórios de hidráulica e aerodinâmica. Também usa-se em hidrologia, sendo capaz de medir indiretamente vazões em rios, canais, redes de abastecimento de água, adutoras e oleodutos.
Um importante meio de transporte faz um uso singular de tubos de Pitot: o avião.
Foi inventado no início do século XVIII pelo físico francês Henri Pitot.

## Funcionamento

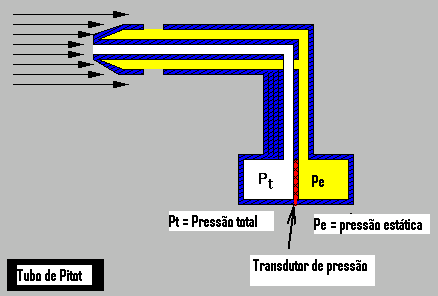
Funcionamento de um tubo de Pitot

Pela conhecida equação de Bernoulli da Mecânica dos fluidos, tem-se:
pressão total = pressão estática + pressão dinâmica
A pressão estática, também chamada de piezométrica, é a que não depende do movimento. Ela pode ser detectada por piezômetros, ou obtida mediante o uso de um tubo de Prandtl envolvendo o tubo de Pitot.
A pressão dinâmica, também chamada de taquicarga, é a pressão atmosférica gerada quando o ar em velocidade de escoamento externo penetra no tubo Pitot.
A pressão total (ou de estagnação) por si só não é suficiente para determinar a velocidade do fluido.
O tubo de Pitot pode consistir num tubo em "L" com um único canal, permitindo medir apenas a pressão de estagnação (sendo necessário medir por outro meio a pressão estática) ou com dois canais e tomadas de pressão laterais para medir simultaneamente a pressão estática. Pode ser utilizado em laboratórios para estudos de aerodinâmica (túneis de vento) ou de hidrodinâmica em modelo reduzido em laboratórios de hidráulica.

### Em aviões
Os chamados "instrumentos estáticos do Pitot" medem a pressão atmosférica. São eles:
- Altímetro
- Indicador de velocidade no ar
- Indicador de velocidade vertical

Eles estão conectados a tubos de pitot que se comunicam com o exterior da aeronave. Durante subida ou descida, a pressão do ar varia. Aqueles instrumentos interpretam isso física e matematicamente.
O indicador de velocidade no ar mede a diferença entre a pressão estática e a pressão dinâmica do ar, informando-a em nós ou número de Mach. Quando o avião voa mais rápido, o ar externo exerce uma maior pressão sobre o ar no interior do tubo pitot.
Os tubos de Pitot usados em aviões normalmente têm elementos de aquecimento, para evitar obstrução por congelamento. Acidentes aéreos já ocorreram devido a obstrução de um ou mais tubos de Pitot por gelo ou outro motivo.

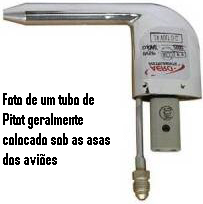
Detalhe de um tubo de pitot
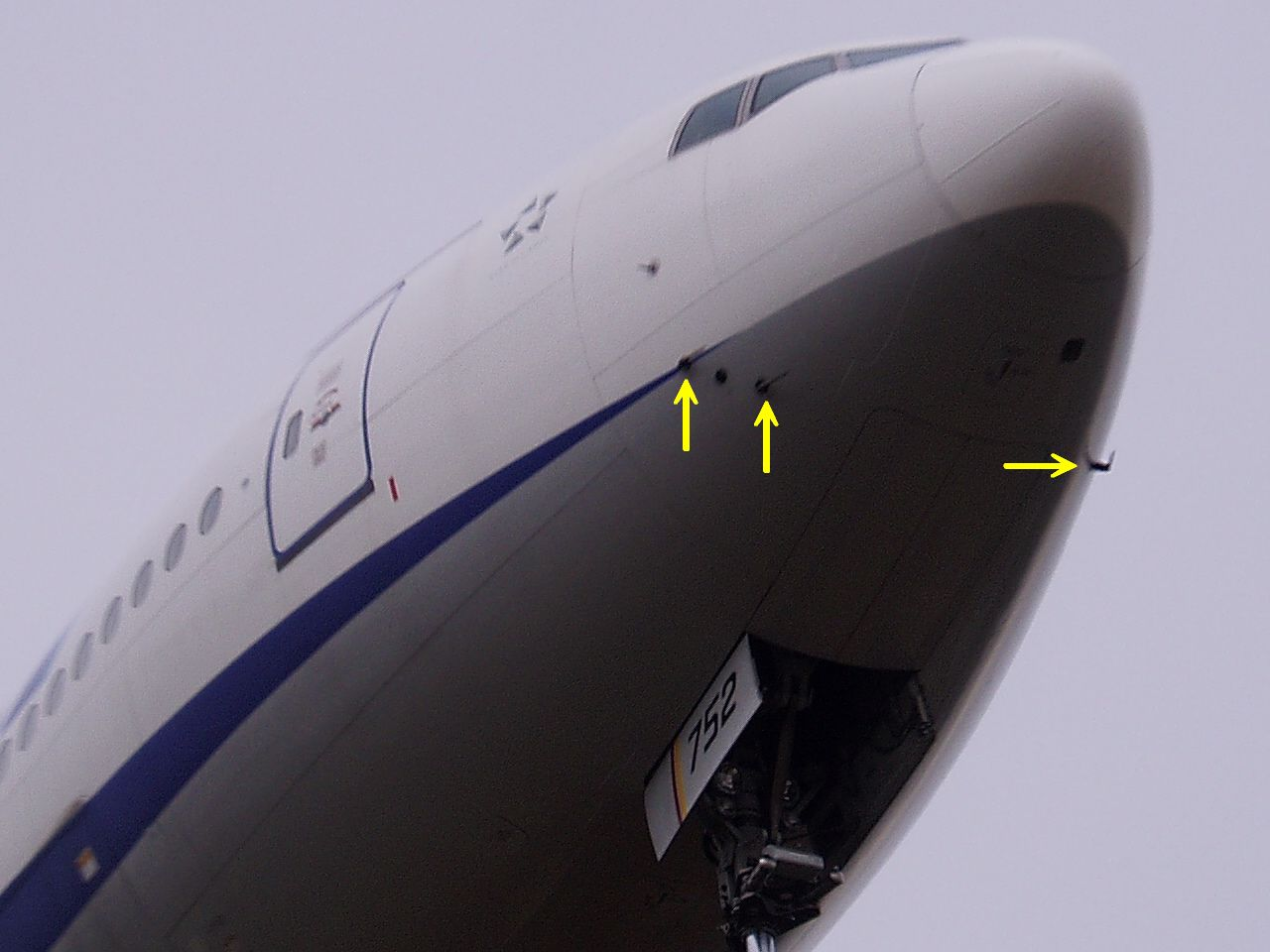
Localização de tubos de pitot em um avião Boeing 777